# Baccalaureus durbanensis
Baccalaureus durbanensis is een kreeftachtigensoort uit de familie van de Lauridae. De wetenschappelijke naam van de soort is voor het eerst geldig gepubliceerd in 1956 door Brattström.